# Kremna (Serbia)
Kremna (cyr. Кремна) – wieś w Serbii, w okręgu zlatiborskim, w mieście Užice. W 2011 roku liczyła 665 mieszkańców.